# توماس دودغ
توماس دودغ (بالإنجليزية: Thomas Dodge)‏ هو محامي أمريكي، (و. 1900 – 1987 م).